# Rezistență la oboseală
Rezistența la oboseală este cea mai mare valoare a efortului unitar maxim al unui ciclu de solicitare pe care epruveta⁠(d) îl suportă în timp indefinit fără a se rupe.
Determinarea acestei valori se face pe o epruvetă, care este o probă de material, în condiții convenționale definite. Ea trebuie să reziste solicitărilor fără ca să apară (survină) deteriorări/distrugeri considerate inacceptabile pentru calitatea materialului în cauză. Deteriorările care pot surveni sunt provocate de oboseala fizică creată prin repetarea aceluiași fel de solicitare.

## Determinarea experimentală a rezistenței la oboseală
Rezistența la oboseală a materialelor supuse la solicitări variabile se poate determina experimental prin construirea diagramei Wöhler. În acest scop se încearcă succesiv 6-10 epruvete identice, la cicluri de solicitare cu același coeficient de asimetrie R al ciclului, dar cu amplitudini care se micșorează de la o epruvetă la cea următoare. Prima epruvetă se încearcă la o amplitudine a ciclului σ1, superioară limitei de curgere statice, iar ruperea are loc după N1 cicluri. Pentru epruveta a doua  se ia σ2< σ1 și rezultă N2 > N1 ș.a.m.d. Se obține astfel diagrama Wöhler, a cărei asimptotă măsoară rezistența la oboseală. Valorile rezistenței la oboseală sunt specifice fiecărei mărci de oțel și sunt cuprinse în tabele. Aluminiul și cuprul nu prezintă o valoare distinctă a rezistenței la oboseală și se pot rupe chiar la amplitudini mici ale eforturilor unitare.

## Factori care influențează rezistența la oboseală
Rezistența la oboseală depinde în mare măsură de starea suprafeței piesei. Dacă o piesă are suprafața prelucrată brut, deci cu rugozitate mare, rezistența la oboseală se micșorează mult, față de cea a piesei lustruite. În sinteză, rezistența la oboseală este influențată de următorii factori :
- starea suprafeței (rugozitatea suprafeței și proprietățile fizico-chimice ale stratului superficial);
- tratamente termice superficiale;
- tratamente termochimice superficiale;
- tratamente mecanice superficiale;
- acoperiri metalice;
- coroziunea suprafețelor.

Micșorarea rezistenței la oboseală sub acțiunea factorilor de influență este luată în considerare prin coeficientul de calitate γ, definit ca raport între rezistența la  oboseală cu o  anumită  stare a suprafeței sau un tratament superficial oarecare și rezistența la oboseală a piesei lustruite, netratate.
Influența rugozității suprafeței. Rugozitatea suprafeței are o influență considerabilă asupra rezistenței la oboseală, deoarece rizurile de pe suprafață, rezultate la prelucrare, constituie în general concentratori de tensiuni. Pe suprafața rugoasă a pieselor supuse la sarcini dinamice variabile poate apărea o fisură submicroscopică la început, care odată formată se adâncește treptat și rapid, se reduce continuu secțiunea netă a piesei și ca urmare, are loc distrugerea piesei prin oboseală.
- Influența tratamentelor termice superficiale. Aplicarea călirii superficiale prin curenți de înaltă frecvență are efecte pozitive asupra fenomenului de oboseală, ceea ce este reflectat de mărirea coeficientului de calitate.
- Tratamente termochimice superficiale. Se obțin rezultate bune în sensul măririi sensibile a rezistenței la oboseală, prin tratamente superficiale de  nitrurare, cementare, cianurare. Este de menționat însă că aceste tratamente produc micșorări ale rezilienței.
- Tratamente mecanice superficiale. Ecruisarea cu jet de alice și rularea conduc la mărirea rezistenței la oboseală.
- Acoperiri metalice. Acoperirile metalice, prin galvanizare, cu crom, cupru, nichel  au ca efect o micșorare a rezistenței la oboseală. Numai zincul nu micșorează rezistența la oboseală.
- Coroziunea suprafețelor. Agenții corozivi au efecte foarte dăunătoare asupra rezistenței la oboseală.

## Moduri de solicitare
În funcție de felul solicitărilor fizice ciclice se diferențiază:  
- Rezistență la oboseală la întindere
- Rezistență la oboseală la compresiune
- Rezistență la oboseală la răsucire (torsiune)
- Rezistență la oboseală la încovoiere